# Bombus braccatus
Bombus braccatus es una especie de insecto perteneciente al género Bombus.
Habita en bosques de baja altura, donde se alimenta de flores profundas, ya que tienen probóscides largas. Es el principal y a veces, considerado el único polinizador efectivo de la planta Rhododendron longipedicellatum. Junto con el resto del subgénero Orientalibombus solo habita en China. No se ha descrito como construyen sus nidos pero se sabe que crean bolsillos.